# SGSエッセン
SGSエッセン（独: Sportgemeinschaft Essen 19/68、2011-12シーズンまではSGエッセン・シェーンベック）は、ドイツのノルトライン＝ヴェストファーレン州エッセンを本拠地とする女子サッカークラブである。女子ブンデスリーガ所属。

## 経歴
1973年にSCグリューンヴァイス・シェーンベックとして設立された。1992年にフェアバンドリーガ（3部相当）に昇格し、1999年には当時の2部リーグであるレギオナルリーガに昇格。2004年にブンデスリーガに昇格する。2012-13シーズンよりSGSエッセンにクラブ名称を変更した。
ブンデスリーガでの最高成績は2008-09シーズンの5位。

## タイトル

### 国内タイトル
- 女子DFBポカール - 準優勝 2014, 2020

### 国際タイトル
なし

## 現所属メンバー
2021年10月31日現在
注：選手の国籍表記はFIFAの定めた代表資格ルールに基づく。
| No. | Pos. |          | 選手名                      |
| --- | ---- | -------- | --------------------------- |
| 1   | GK   | ドイツ   | スティーナ・ヨハネス        |
| 2   | DF   | ドイツ   | セリーナ・オスターマイヤー  |
| 3   | DF   | ドイツ   | エラ・トゥオン・ムベヌン () |
| 4   | DF   | ドイツ   | ニーナ・ラッケ              |
| 5   | DF   | ドイツ   | アリダ・ヅザルツァー        |
| 6   | MF   | ドイツ   | エリサ・センス              |
| 7   | FW   | ドイツ   | アントニア・バース          |
| 8   | DF   | ドイツ   | リリー・ライモラー          |
| 9   | FW   | ドイツ   | キルステン・ネッセ          |
| 10  | MF   | フランス | エステル・ローリエ          |
| 11  | FW   | ドイツ   | ラウレタ・エルマジ          |
| 12  | GK   | ドイツ   | ソフィア・ウィンクラー      |
| 13  | FW   | ドイツ   | マイケ・ベレンツェン        |

| No. | Pos. |          | 選手名                           |
| --- | ---- | -------- | -------------------------------- |
| 15  | DF   | ドイツ   | ラウラ・パックス                 |
| 16  | DF   | ドイツ   | ジャクリーン・マイスナー         |
| 18  | DF   | ドイツ   | レナ・オスターマイヤー           |
| 19  | MF   | ドイツ   | ビーク・スターナー               |
| 20  | GK   | ドイツ   | キム・ジンダーマン               |
| 21  | MF   | オランダ | ジル・バイジンス                 |
| 22  | MF   | ドイツ   | フェリシタス・フェー・コックマン |
| 23  | MF   | ドイツ   | ジュリア・デビツキ               |
| 25  | FW   | ドイツ   | ヴィヴィアン・エンデマン         |
| 27  | MF   | ドイツ   | カタリナ・フィルジック           |
| 29  | DF   | ドイツ   | ミリアム・ヒルス                 |
| 30  | FW   | ドイツ   | カルロッタ・ワムサー             |

## 歴代所属選手

### GK
- ステファニー・レーア（ドイツ語版） 2004-2014
- リサ・ヴァイス（ドイツ語版） 2007-2018

### DF
- キャロル・ダ・シウヴァ・コスタ（ドイツ語版） 2010-2013

### MF
- メラニー・ホフマン（英語版） 2005-2013
- アナ・レーチェ（英語版） 2010-2014
- ジャキー・フルーネン 2011
- リンダ・ダルマン（ドイツ語版） 2011-2019
- サラ・ドアソン（ドイツ語版） 2013–2018
- レナ・オーバードルフ 2018-2020

### FW
- リー・シュレル（ドイツ語版） 2013-2020
- 安藤梢 2015-2017
- ニコール・アニョミ（英語版） 2016-2021